# هیوگو (آلاباما)
هیوگو (به انگلیسی: Hugo) یک منطقهٔ مسکونی در ایالات متحده آمریکا است که در شهرستان مرنگو، آلاباما واقع شده‌است. هیوگو ۴۹٫۰۷ متر بالاتر از سطح دریا واقع شده‌است.